# Weenect
 (février 2023).
Weenect (Hareau SAS) est une société française qui commercialise des traceurs GPS pour chiens,, chats,, enfants,, et seniors.

## Présentation
Fondé en 2012 par Adrien Harmel, Bénédicte de Villemeur-Vieille et Ferdinand Rousseau, Weenect développe des traceurs GPS pour les différents membres de la famille (au sens large du terme) : enfants,, seniors,, chiens, et chats,.
Les traceurs GPS Weenect sont équipés d'une carte SIM leur permettant de communiquer leurs coordonnées GPS en temps réel et sans limite de distance, avec un fonctionnement dans toute l’Europe. Ils utilisent les signaux GPS pour se positionner et la connexion au réseau internet (GPRS) pour transmettre la position GPS ainsi obtenue. Ils peuvent être utilisés via une application smartphone (Weenect - GPS) ou depuis une interface web (My Weenect),,.
Les produits Weenect sont les seuls à être disponible à la fois en ligne comme en points de vente physiques (animaleries et cliniques vétérinaires).

## Financement
La société a levé 1 million d’euros en 2015 auprès des fonds d’investissement Montblanc et Noseda Capital,. Elle est également soutenue par Bpifrance dans sa démarche d’innovation.

## Quelques récompenses
2014 :
- Février : lauréat de Neuilly Nouveaux Médias[22],

2019 :
- Prix de l’innovation France Vet[23],

2020 :
- Prix de l’innovation Anido[24].